# Fragment Erzepkiego
Fragment Erzepkiego – pochodzący z XV wieku fragment Psalmu 44 (num. hebr. 45) zachowany jedynie w postaci odręcznej kopii, wykonanej przez Bolesława Erzepkiego z nieznanego oryginału. Kopia ta stanowi część rękopisu Erzepkiego, zawierającego także inne polskie zabytki literackie z XV wieku, który przechowywany jest w Bibliotece Raczyńskich w Poznaniu (sygn. rkp. 1277/4-5).
Ponieważ Erzepki nie odnotował proweniencji karty, nie jest znany oryginalny rękopis, z którego pochodzi odpis. Oryginał mógł być własnością jednej z klasztornych bibliotek w Wielkopolsce (być może bernardynów z Kobylina).
Bolesław Erzepki wykonał dokładny odpis karty, ściśle zachowując układ tekstu, jak również uszkodzenia samej karty, widoczne u góry i dołu stronicy oraz przy zewnętrznym marginesie. Karta zachowała 8 linijek pisma. Na stronie recto zawiera Psalm 44:6-9, na stronie verso 44:10-12. Oryginalny tekst zawierał 13–14 linijek tekstu i posiadał format zbliżony do Psałterza puławskiego. Również pod względem językowym Fragment Erzepkiego wykazuje związki z Psałterzem puławskim, jednak przekazuje starszą ortografię niż psałterz, co oznacza, że jest zabytkiem starszym.
Odkrycie Fragmentu Erzepkiego pozwala przypuszczać, że w XV wieku obok Psałterza floriańskiego i Psałterza puławskiego istniało więcej podobnych rękopiśmiennych psałterzy, często pełniących funkcję prywatnych modlitewników. Jednak zostały one zaczytane lub też uległy zniszczeniu podczas częstych pożarów i wojen, przez co nie zachowały się do czasów współczesnych.